# Sultanat de Marehan
El sultanat de Marehan fou un estat que va existir al nord-est de Somàlia als segles xvii i XVIII.
Els marehan van participar al costat de l'imam Ahmad ben Ibrahim al-Ghazi en les campanyes contra Etiòpia al segle XVI; el comandant de les forces somalis i lloctinent de l'imam era el marehan garad Ahmed bin Hirabu; amb el suport dels marehans l'imam va poder avançar a l'oest cap a Jijiga i després van tenir un paper important en la lluita contra els muntanyesos cristians etíops, destacant a les batalles els arquers somalis que eren marehans i gerris, mercès als quals l'imam va poder derrotar el superior exèrcit etíop de 200000 homes d'infanteria i 20000 cavallers.
Al segle xvii els marehan formaven el seu propi sultanat que s'estenia de Bender Ziyade al golf d'Aden, fins a Ras el-Khail a la costa de l'oceà Índic, és a dir gran part del nord de Somàlia. L'emergència de nous poders van fer declinar al sultanat i al segle xviii van emigrar del seu centre, el Nugaal, cap a Jubaland poc abans del 1850.